# ツァーバーフェルト
ツァーバーフェルト (ドイツ語: Zaberfeld) は、ドイツ連邦共和国バーデン＝ヴュルテンベルク州ハイルブロン郡に属す町村（以下、本項では便宜上「町」と記述する）。

## 地理

### 位置
ツァーバーフェルトはハイルブロン郡南西部のツァーバー川沿い、ツァーバーゴイ地方に位置する。ツァーバーフェルト地区のすぐ南にシュトロムベルクがそびえる。

### 隣接する市町村
ツァーバーフェルトに隣接する市町村は、北から時計回りに、エッピンゲン、プファッフェンホーフェン（ともにハイルブロン郡）、ザクセンハイム（ルートヴィヒスブルク郡）、シュテルネンフェルス（エンツ郡）、キュルンバッハ、ズルツフェルト（ともにカールスルーエ郡）である。ツァーバーフェルトは、ギューグリンゲンおよびプファッフェンホーフェンとともに行政自治体連合「オベーレス・ツァーバーゴイ」を形成する。

### 自治体の構成
ツァーバーフェルトは、ツァーバーフェルト地区、レオンブロン地区、ミヒェルバッハ地区、オクゼンブルク地区からなる。ツァーバーフェルト地区にはライゼンミューレ居住区が、オクゼンブルク地区には小集落リーゼンホーフが含まれる。

## 歴史
ツァーバーフェルトは、おそらく、1000年頃に創設された。1321年にこの村は、マーゲンハイム家からバーデン辺境伯領に移された。1355年に、ヴュルテンベルク伯の統治下に入り、1749年には完全にヴュルテンベルク領となった。1390年から1749年まで、この村はシュテルネンフェルト家にヴュルテンベルクのレーエンとして与えられていた。ツァーバーフェルトは、1807年から1810年まではオーバーアムト・ギューグリンゲンに、1810年から1938年まではオーバーアムト・ブラッケンハイムに、さらにその廃止後は、ハイルブロン郡に属した。（オーバーアムトは、かつての地方行政区分）
ミヒェルバッハは、1276年に初めて文献上に記録されている。1356年にヴュルテンベルクの統治下に入り、1749年に完全にヴュルテンベルク領となった。1970年に、ミヒェルバッハはツァーバーフェルトに合併した。
オクゼンブルクは、1231年に初めて文献上に、中世の城下町として記録されており、1807年までには、都市権を有していた。19世紀初めに城が廃城となると、村の名前はオクゼンベルクと改名された。改名は、村の希望によるものであったが、その後元に戻された。
レオンブロンは1289年にLincbrunnenという名で初めて記録されている。この村は、1971年にオクゼンブルクと合併し、新しい自治体ブルクブロンを形成したが、早くも1975年には、ツァーバーフェルトと合併している。

### 市町村合併
- 1970年7月1日: ツァーバーフェルトとミヒェルバッハ・アム・ホイヒェルベルクが合併し、新しい自治体ツァーバーフェルトが発足。
- 1971年1月1日: レオンブロンとオクゼンブルクが合併し、新しい自治体ブルクブロンが発足。
- 1975年1月1日: ツァーバーフェルトとブルクブロンが合併し、新しい自治体ツァーバーフェルトが発足。

### 宗教
4つの地区には、それぞれ独自のプロテスタントの教会組織がある。カトリックの信者は、カトリック教会組織である聖三位一体教会ギューグリンゲンに属す。
ツァーバーフェルトのユダヤ人については、シュテルネンフェルス時代、1745年頃の記録が残されている。その後子孫やよそからの移住によって徐々にユダヤ人家庭が増え、ヴュルテンベルク時代の1770年頃までには8世帯44人になっていた。これは同年に公布された、ユダヤ人を追い払うことはしないと言う布告に呼応している。ユダヤ人の数はこの頃が限界で、1818年になっても47人とあまり変化はなかった。その後ユダヤ人は数を減らしていった。1873年には33人、1900年には24人、1933年には13人となり、大部分は1940年から42年の迫害の時代に亡くなった。

## 行政

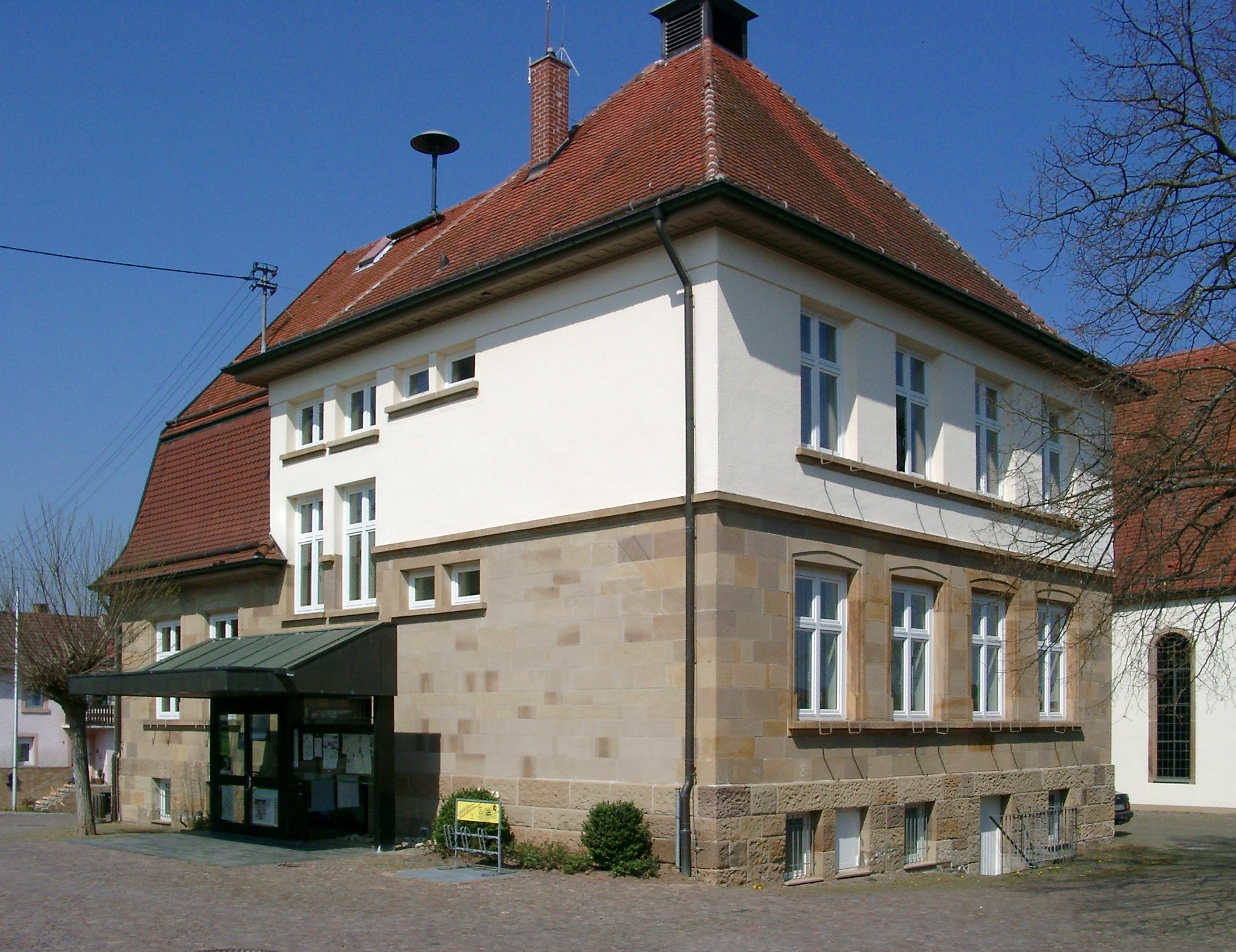
ツァーバーフェルトの町役場

### 議会
ツァーバーフェルトの議会は、13人の議員からなる。議会では、これに議長を務める首長が加わる。

### 紋章と旗
図柄: 青地で、丸底から伸びる側壁を伴う金の胸壁のある塔（城）。その中に2層の青い岩の上に7つの突起がある下向きの赤い星が描かれている。町の旗は、黄色 – 青である。
ツァーバーフェルトの紋章は、1749年までヴュルテンベルクのレーエンとしてこの地を治めたシュテルネンフェルス家に因んだものであった。その図柄は、赤地で、3段の壁状に積まれた青い岩の上に7つの突起を持つ金の星形であった。これは、シュテルネンフェルス家の紋章と色違いで、1938年にヴュルテンベルクの文書局からの提案に基づき定められた。この紋章と旗の色（黄色 – 赤）は、1963年2月22日にバーデン＝ヴュルテンベルク州内務省の認可を得た。
1970年7月1日にミヒェルバッハ・アム・ホイヒェルベルクと合併した後、その紋章デザインの一部を取り込んだ新しい紋章を制定した。さらにブルクブロンとの合併後、ブルクブロンの象徴である「城」とシュテルネンフェルス家の紋章を組み合わせた現在の紋章と旗の色（黄色 – 青）が1977年8月15日に制定された。

## 文化と見所
ツァーバーフェルトは、見所の多いヴュルテンベルク・ワイン街道沿いに位置している。

### 建築
- ツァーバーフェルト地区の教区教会は、13世紀に起源を持つ建築で、内陣はハンス・ヴンデラーによって1505年から建設された。
- ツァーバーフェルト地区の牧師館は、1587年から1619年の間に建設されたルネサンス様式の旧城館で、1712年にバロック様式の玄関が増築された。
- レオンブロン地区の教会と1596年に建設された旧牧師館。
- ミヒェルバッハ地区には、1559年の倉庫を持つ1709年建造の小城館、ゴシック様式の塔を持つ1787年建造の教会がある。
- オクゼンブルク地区には、1569年の城内ワイン倉庫や1711年の果実小屋などのかつての城館関連建築が遺されている。この他に、1728年に現在の姿になった教区教会があるが、その附属墓地には15世紀から16世紀に建てられたものもある。

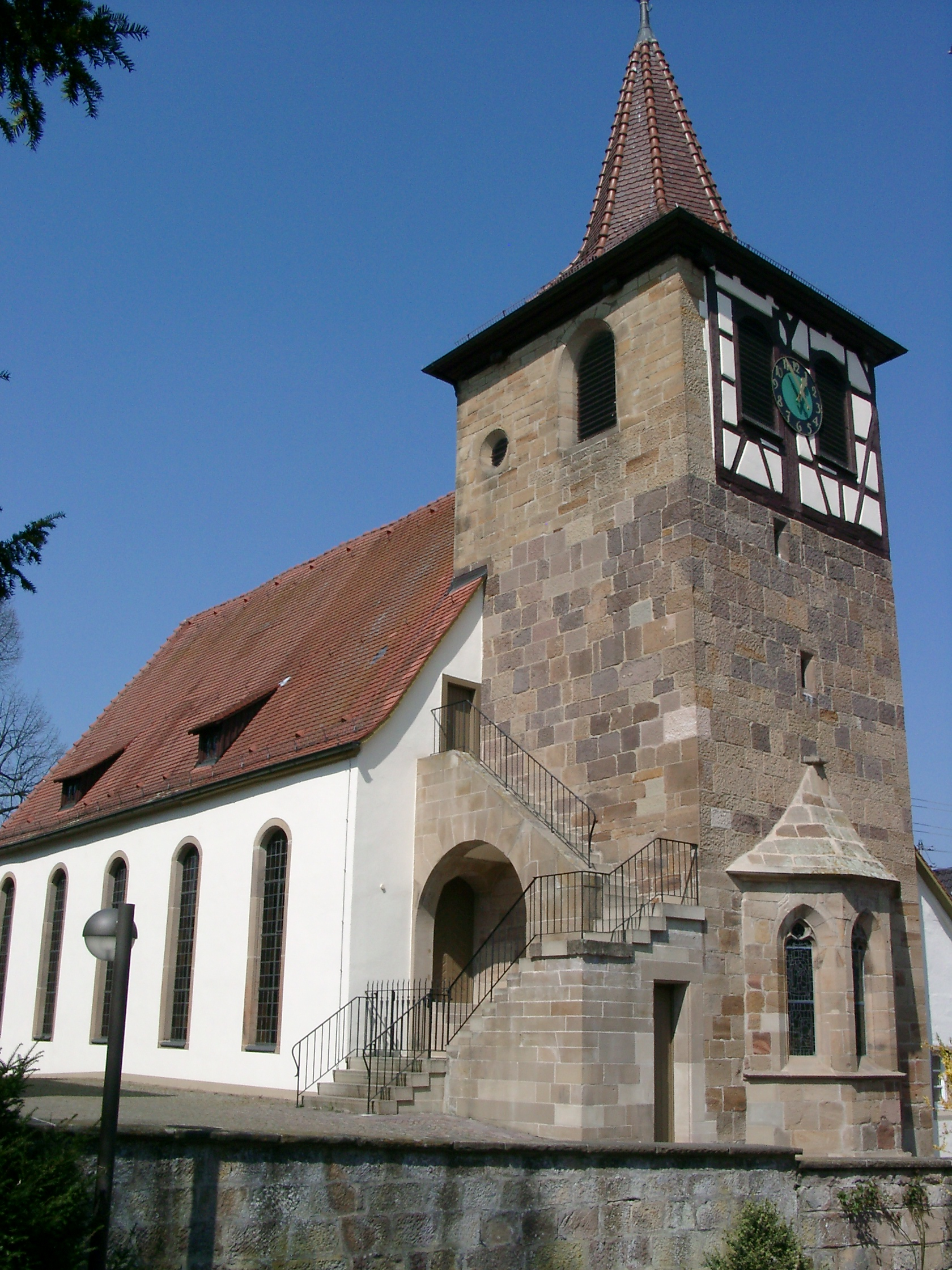
ツァーバーフェルト地区の教区教会
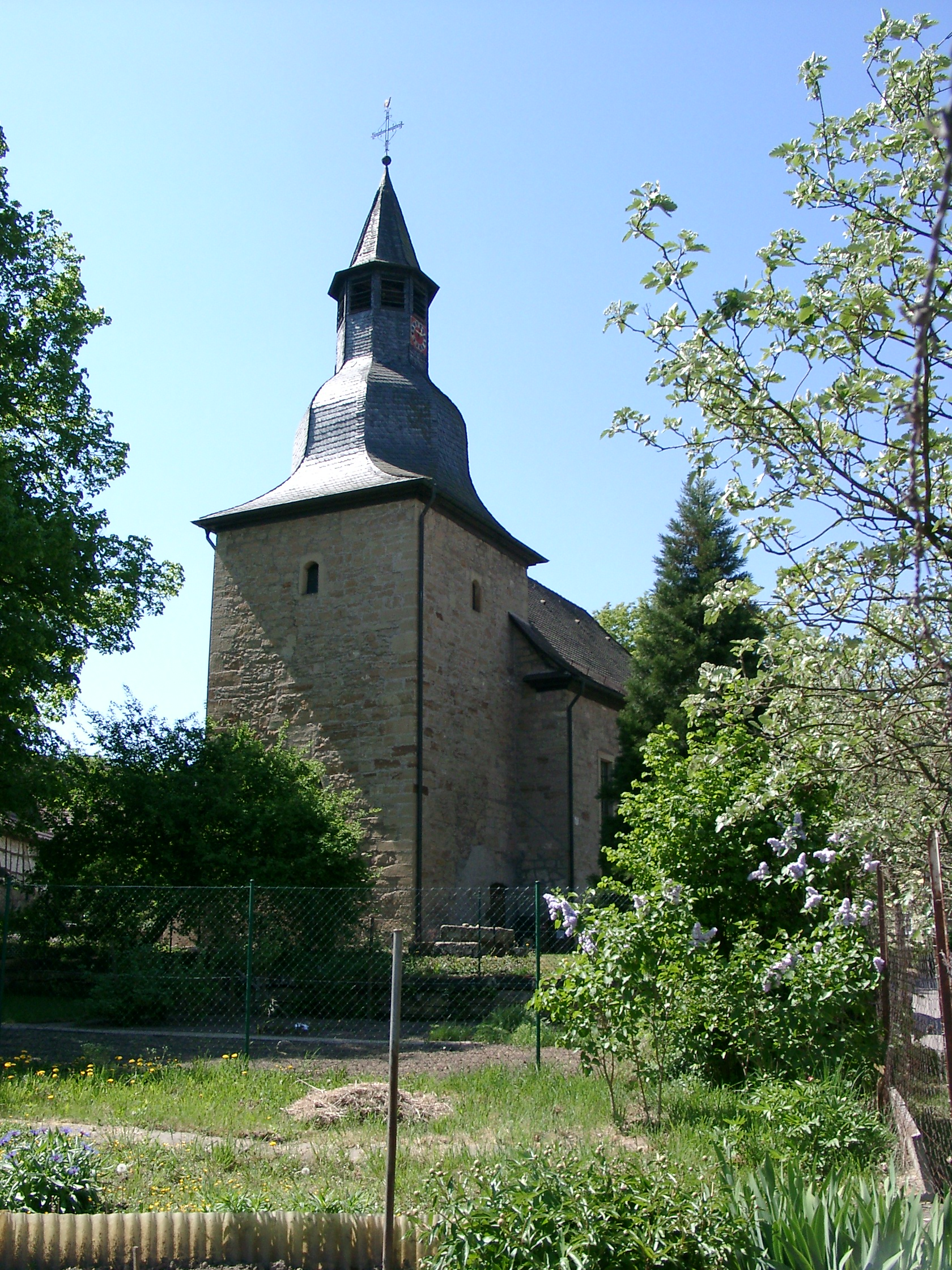
レオンブロン地区の教区教会
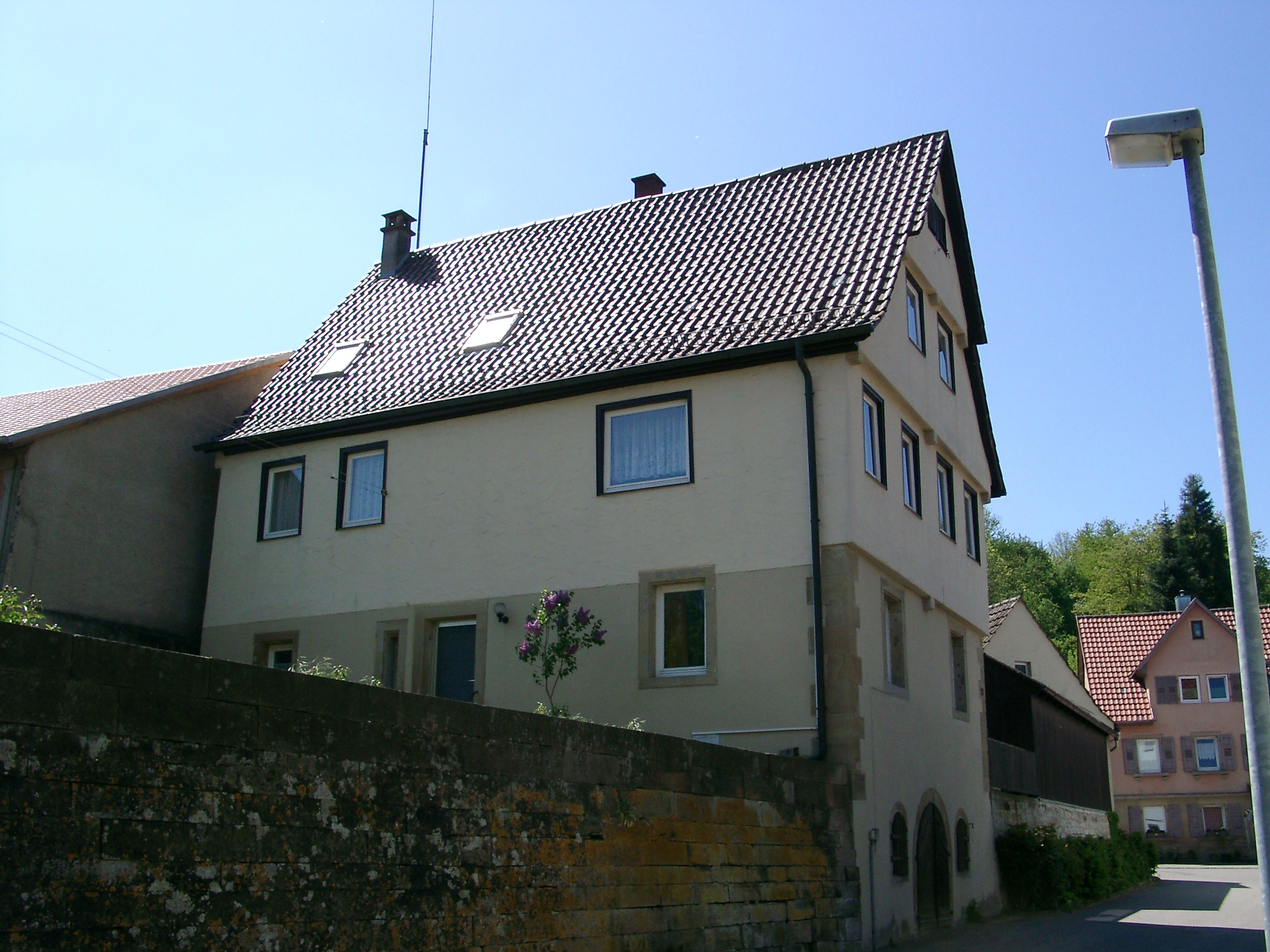
レオンブロン地区の旧牧師館
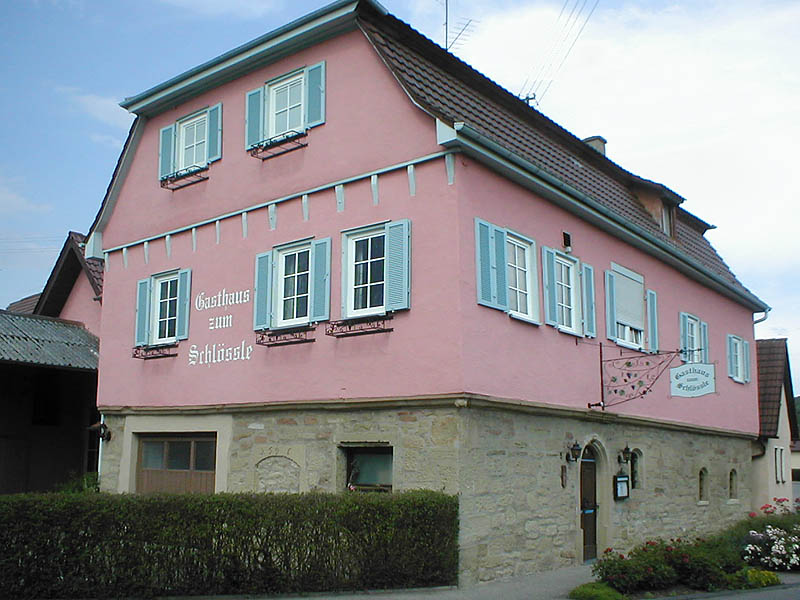
ミヒェルバッハの小城館
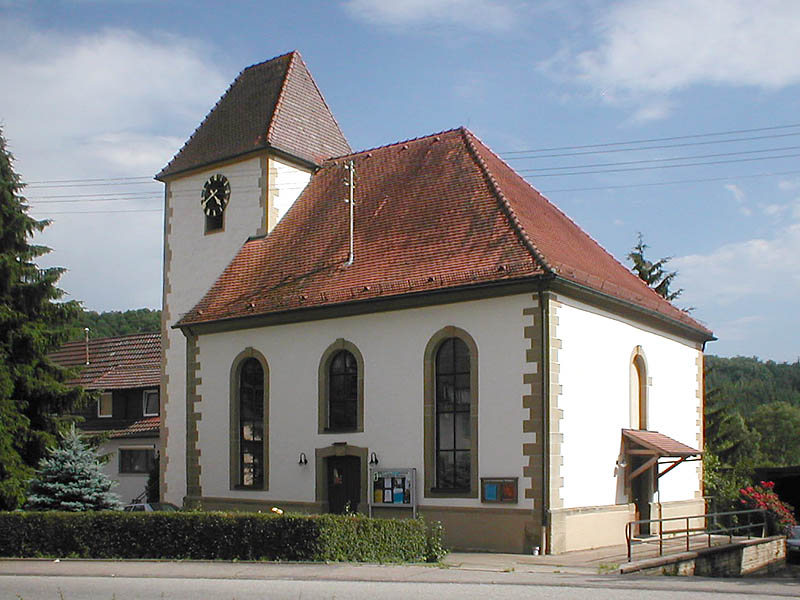
ミヒェルバッハ地区の教会
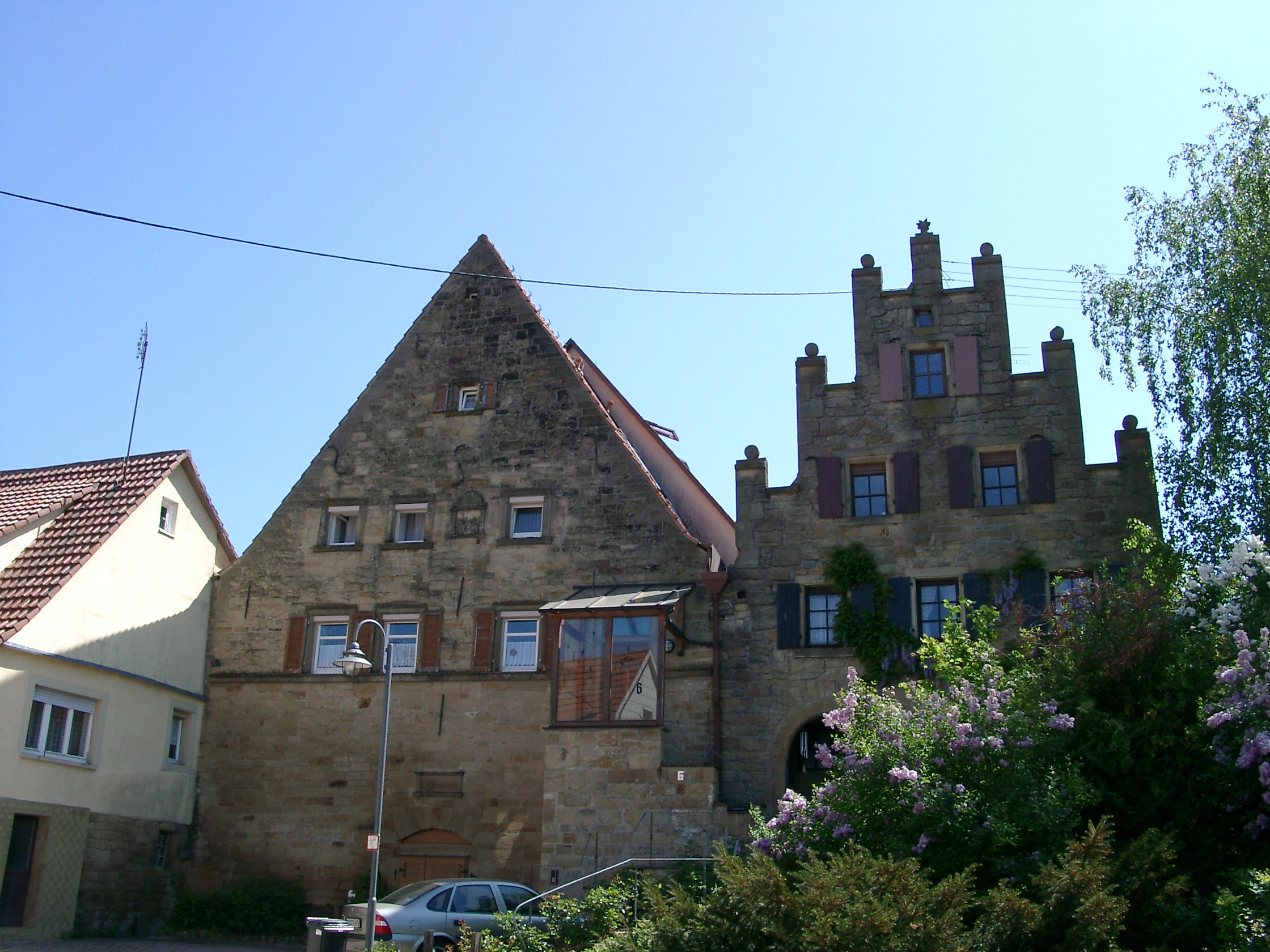
オクゼンブルクの旧城館関連建築物
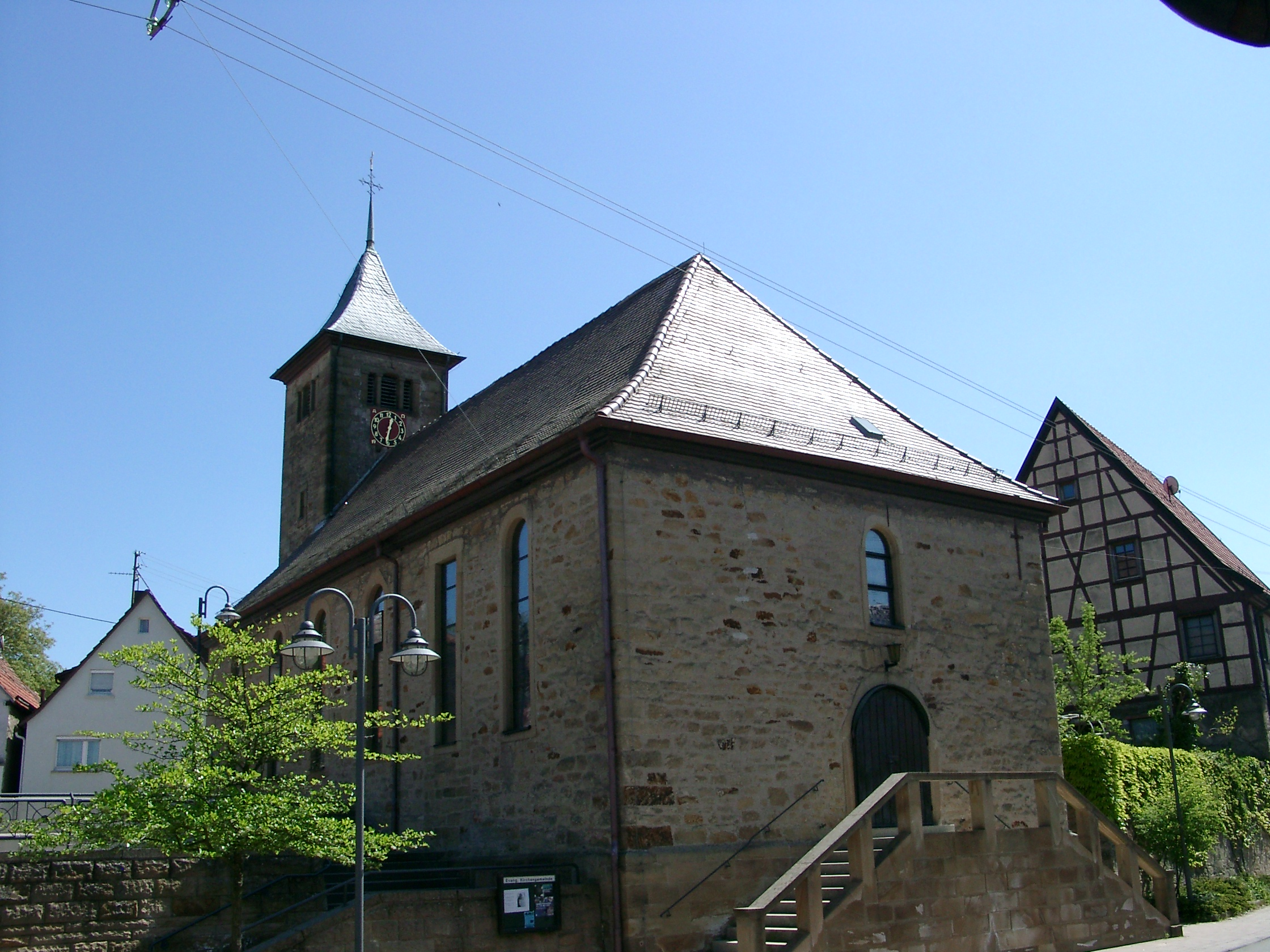
オクゼンブルク地区の教区教会

### スポーツと余暇

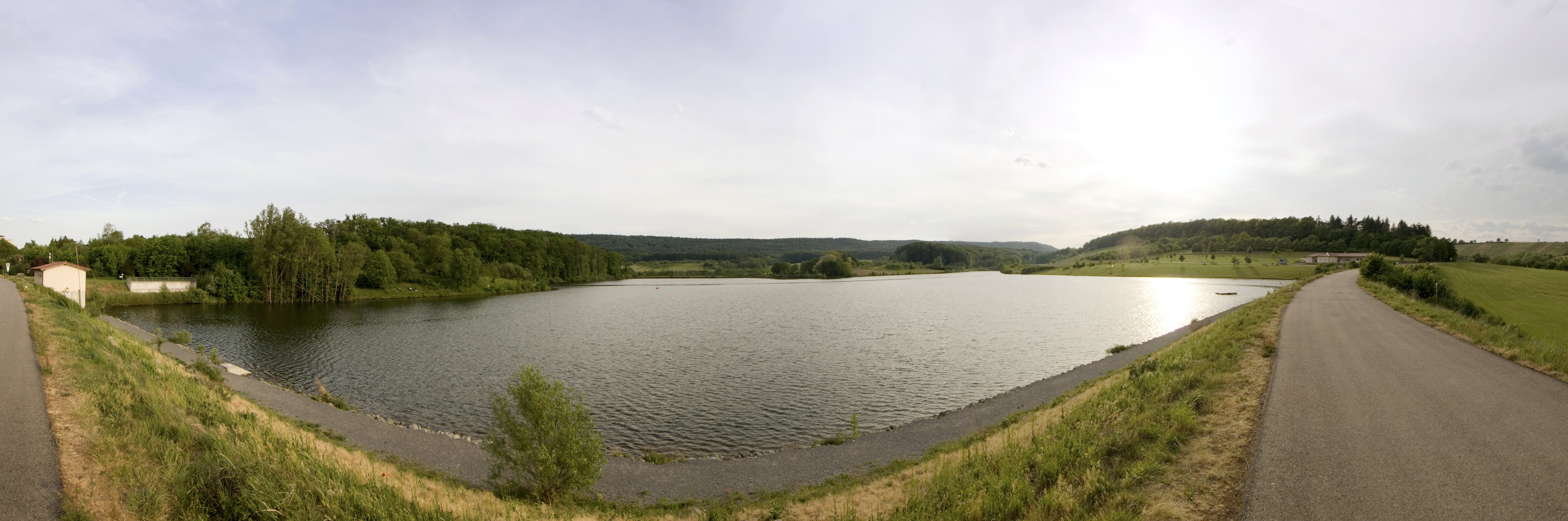
エーメッツクリンゲ

この町の町域全体がシュトロムベルク＝ホイヒェルベルク自然公園内に位置している。洪水防止の目的で1969年に完成し、2000年から2001年に拡張されたツァーバー川の調整池エーメッツクリンゲは、ハイキングの目的地となっており、夏には水浴びにも利用されている。もう一つの調整池カッツェンバッハゼーは、正確にはプファッフェンホーフェンの町域にあるが、ツァーバーフェルト側からアクセスする。

## 経済と社会資本

### ブドウ畑
ツァーバーフェルトには約50haのブドウ畑がある。ここは、ヴュルテンベルク・ワイン産地ではヴュルテンベルク・ウンターラント地方ホイヒェルベルク地区に属す。エーメッツクリンゲ沿いにブドウの学習路が設けられている。

### 交通
ツァーバーフェルトから広域道路網へはラウフェン・アム・ネッカーおよびキルヒハイム・アム・ネッカー経由でアクセスする（連邦道B27号線）。近距離の公共交通機関としては、ハイルブロン＝ホーエンローエ＝ハル近郊交通のバス路線が通っている。鉄道網への接続は、やはりラウフェン・アム・ネッカーおよびキルヒハイム・アム・ネッカーを経由する（フランケン鉄道）。
廃止されたツァーバーゴイ鉄道には、ツァーバーフェルトおよびレオンブロンの2つの駅があった。2011年までにこの鉄道を再開し、ハイルブロンの市鉄網に組み込む計画があるが、2006年7月の報道では、この計画の実現は疑わしい状況にある。

### メディア
ツァーバーフェルトのできごとは、Heilbronner Stimmeの南西部版 (SW)に掲載される。